# حفيظ عبد الصادق
حفيظ عبد الصادق  (24 فبراير 1974 المغرب) هو لاعب كرة قدم مغربي يلعب كلاعب وسط. وهو الان مدرب فريق الرجاء الرياضي.

## روابط خارجية
- حفيظ عبد الصادق على موقع قاعدة بيانات كرة القدم.إي يو (الإنجليزية)
- حفيظ عبد الصادق على موقع ناشيونال فوتبول تيمز (الإنجليزية)